# إسطنبول أكواريوم
إسطنبول أكواريوم (بالتركية: İstanbul Akvaryum)‏ هو أكواريوم عام يقع في إسطنبول بتركيا في القسم الأوروبي بالقرب من مول فورم إسطنبول. افتتح في أبريل 2011، وهو عضو رسمي في الجمعية العالمية لحدائق الحيوان وأحواض السمك (WAZA). يقع الموقع على بعد 5 كم من مطار إسطنبول أتاتورك، بالقرب من أنظمة النقل بالطرق السريعة والسكك الحديدية في فلوريا، التي تقع على الساحل الجنوبي الغربي لإسطنبول.
يعتبر إسطنبول أكواريوم أكبر حديقة للحيوانات المائية في الشرق الأوسط ومن أضخمها في أوروبا، فهو يحتل مرتبة متقدمة جداً على مستوى العالم من حيث حجمه ومساحته وعدد الأحياء والمخلوقات البحرية التي يضمها.، 

وتحتوي على سمك المهرج النادر وأسماك القرش الليمونية التي يبلغ متوسط عمرها 25 عام وأسماك الضاري ذات اللون الأحمر. بالإضافة لسمك الحفش الروسي الذي يوجد في البحر الأسود والذى يتميز بهيكل عظمي مميز.

## صور

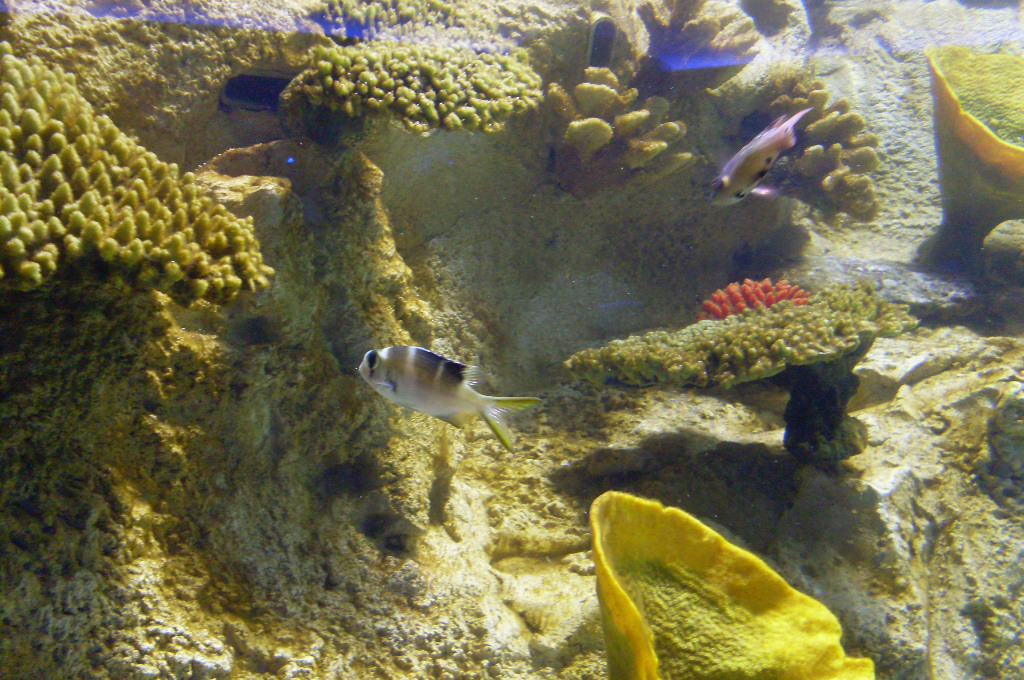
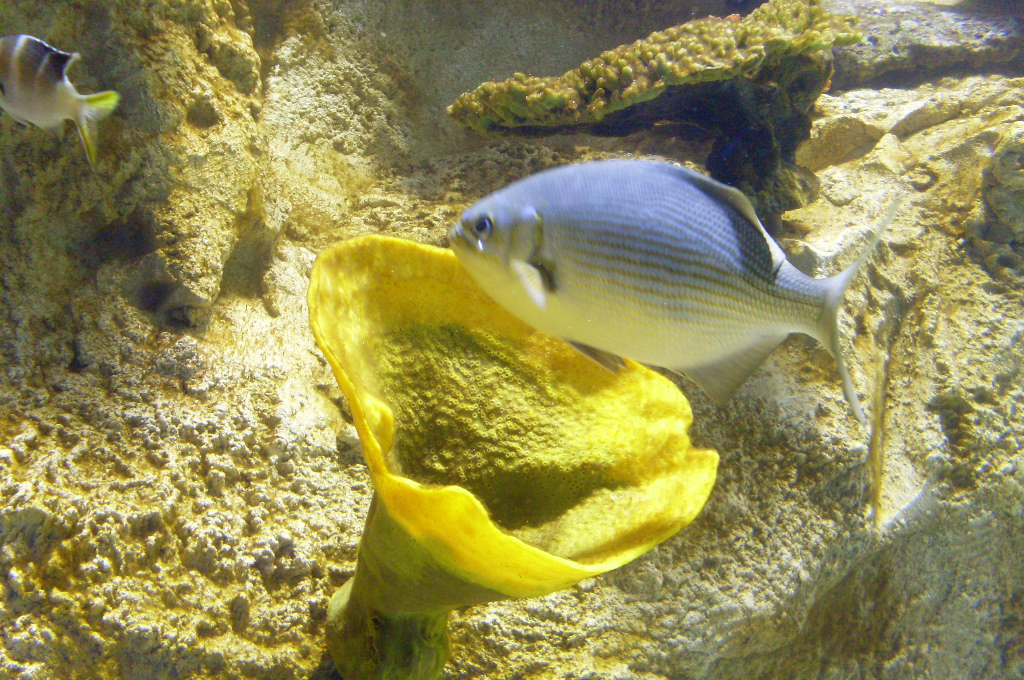
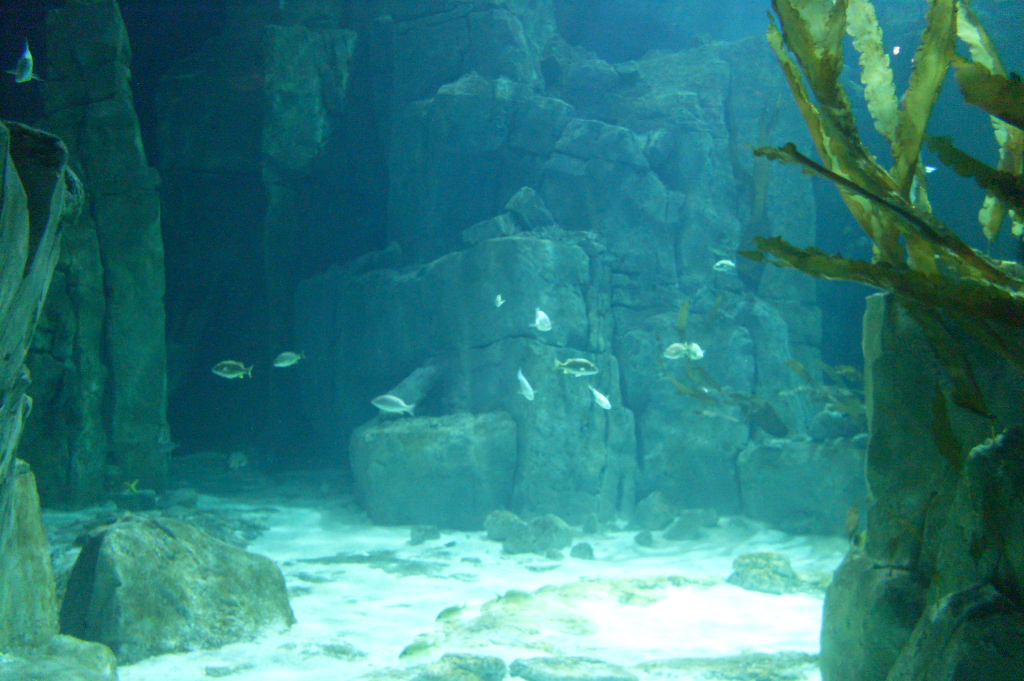
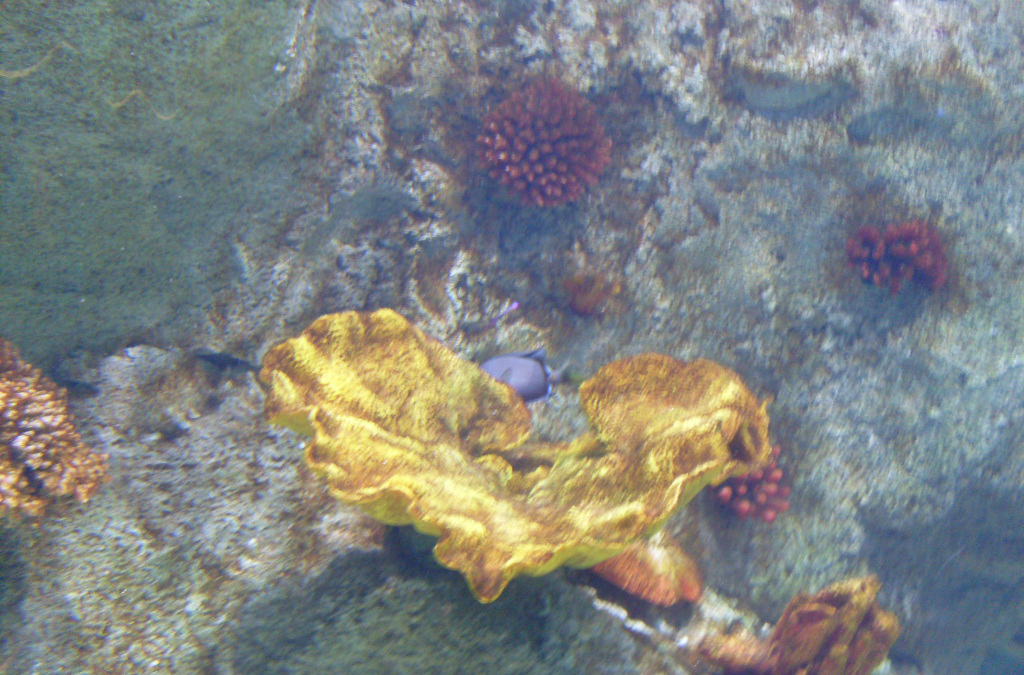
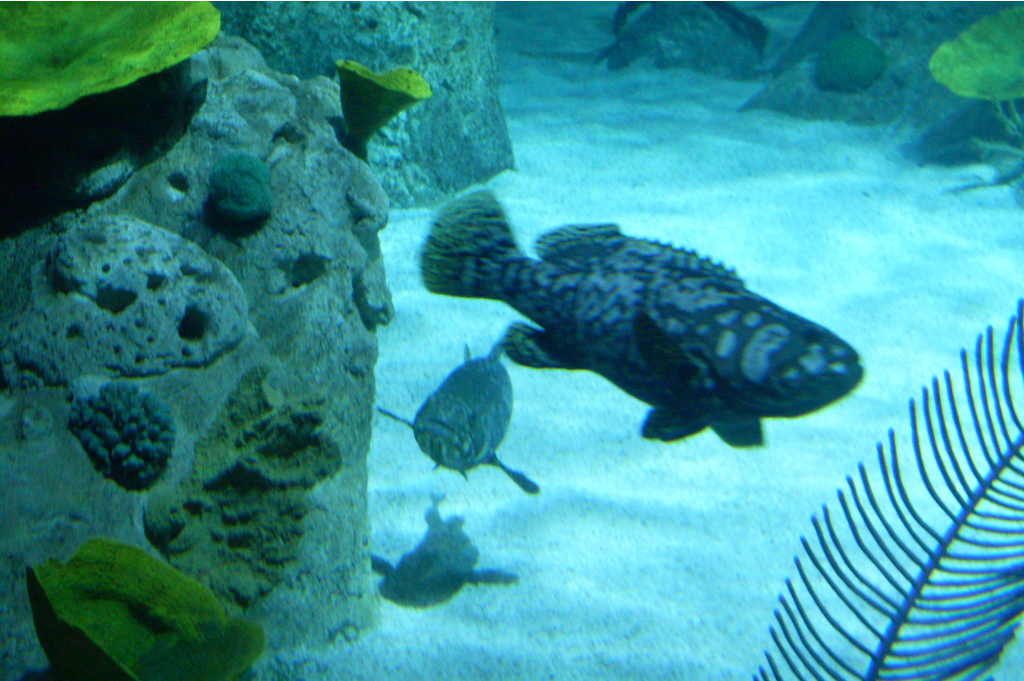
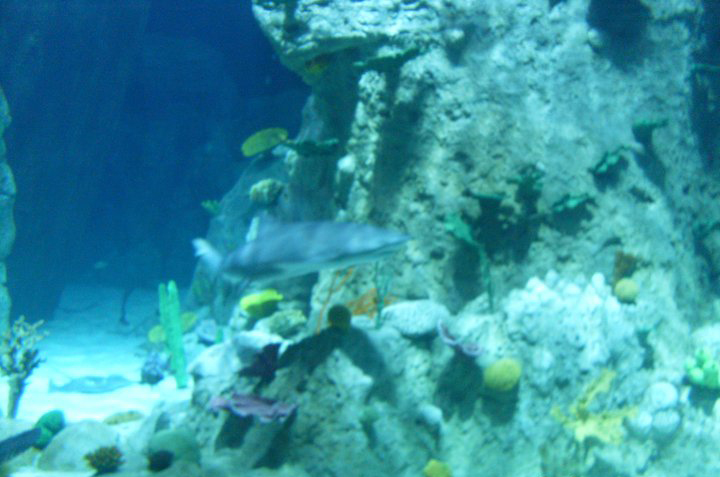
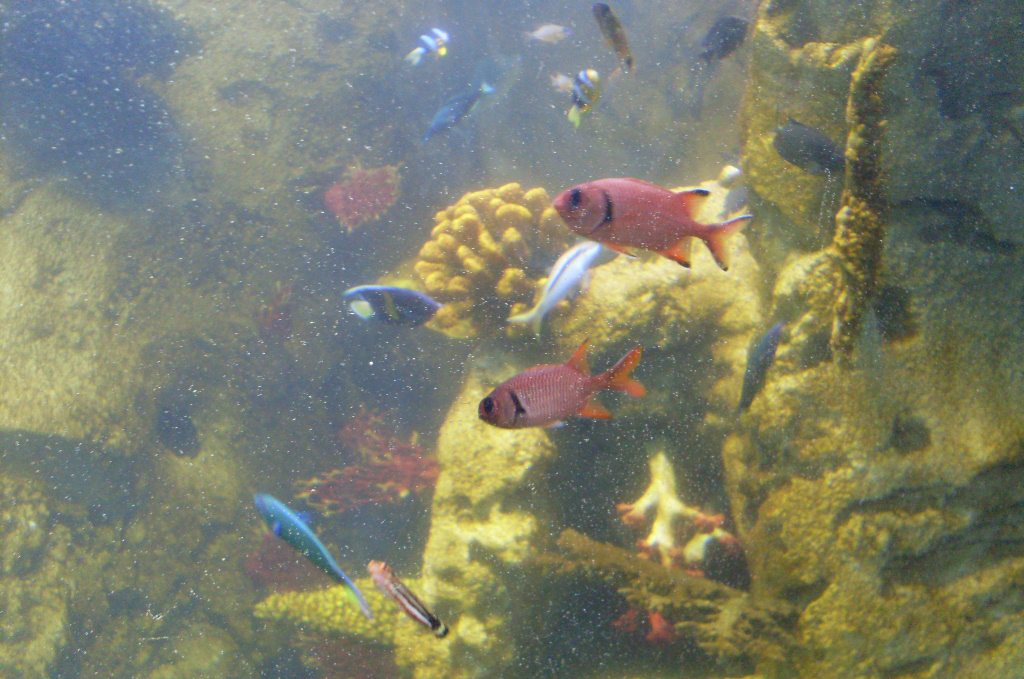
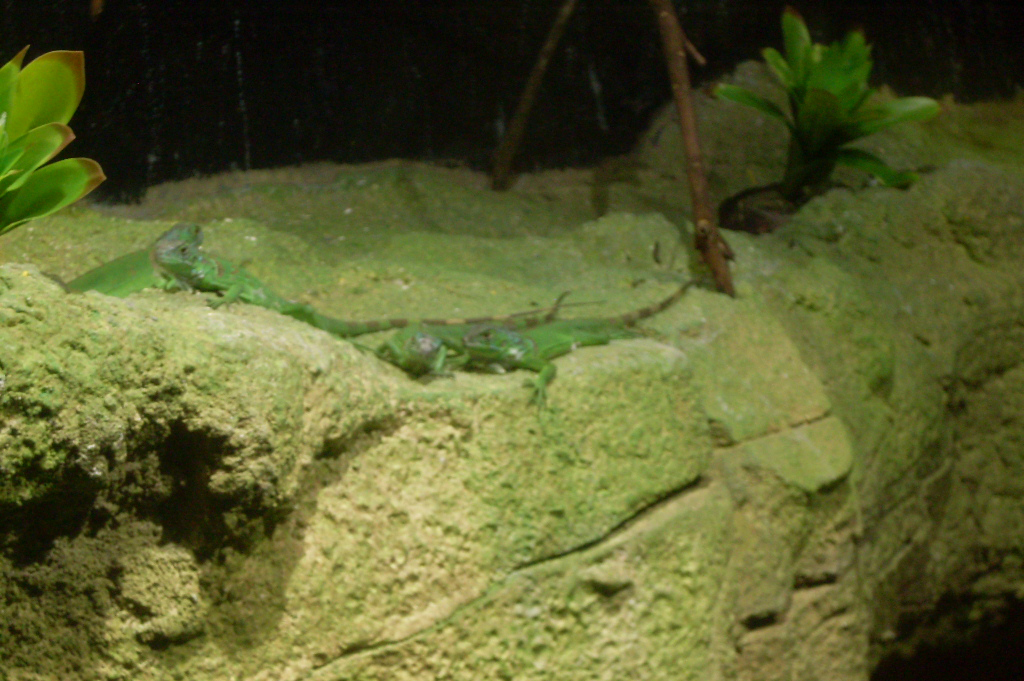
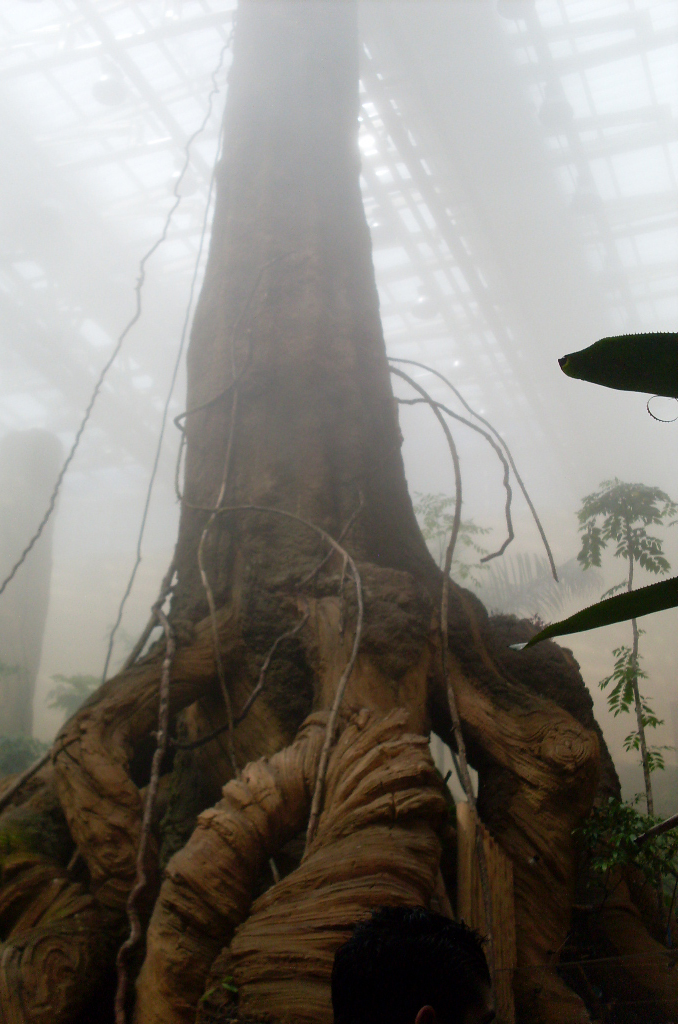
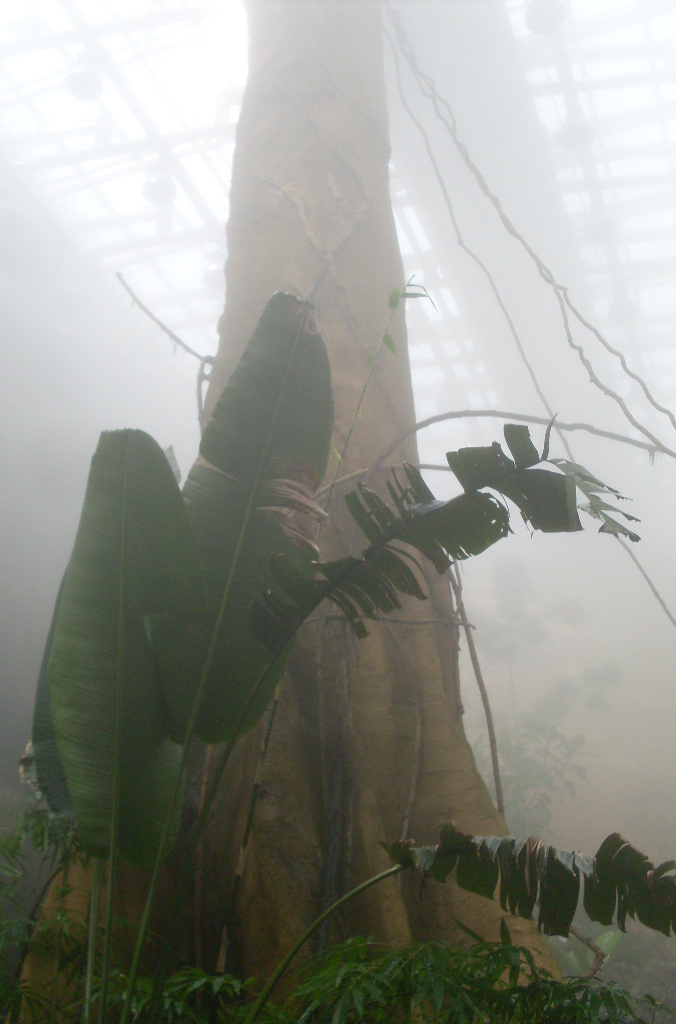
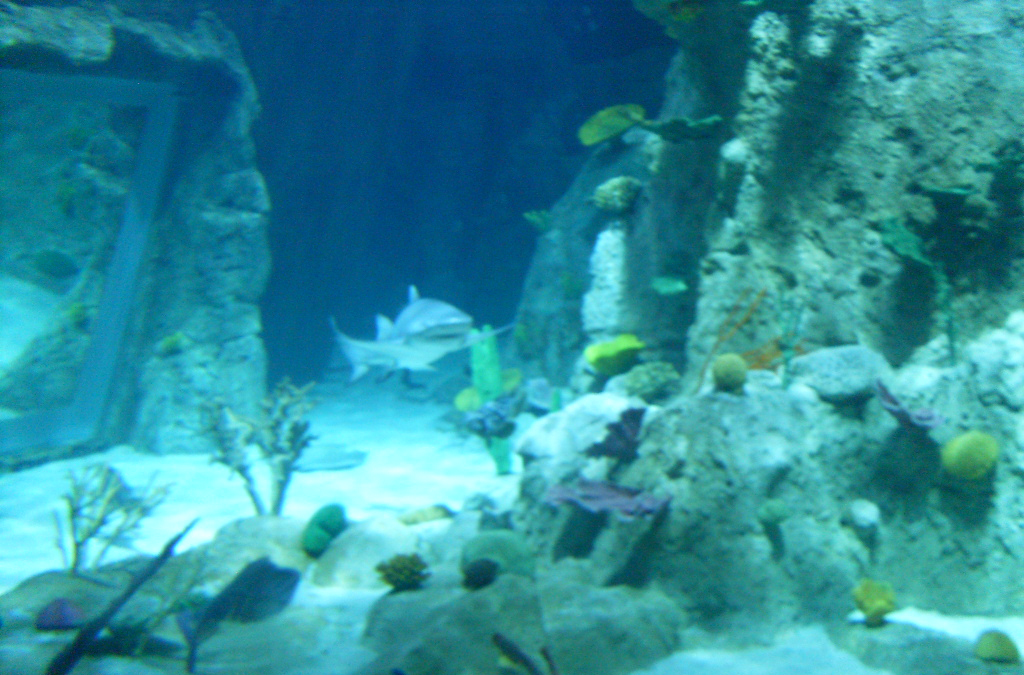
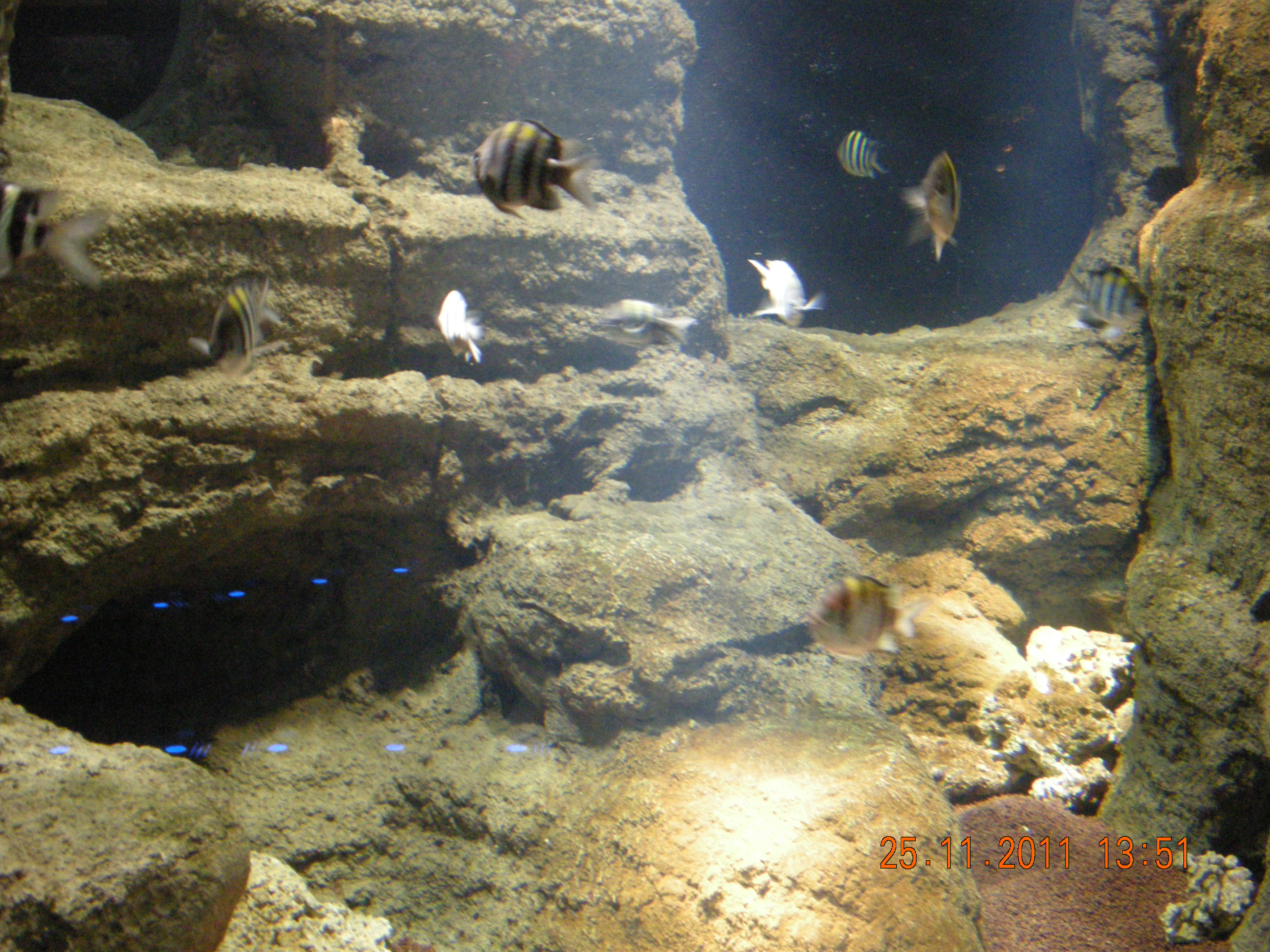
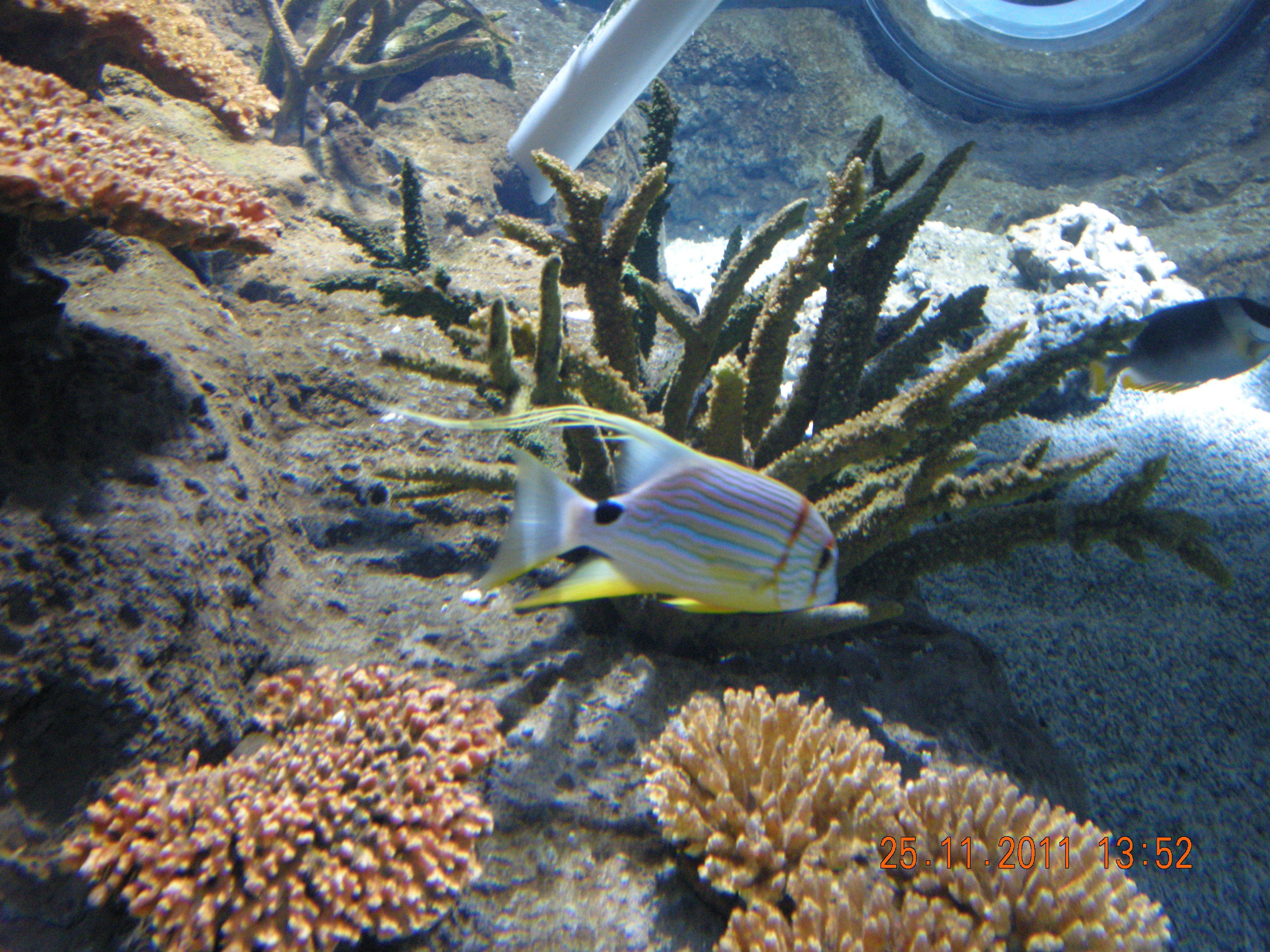
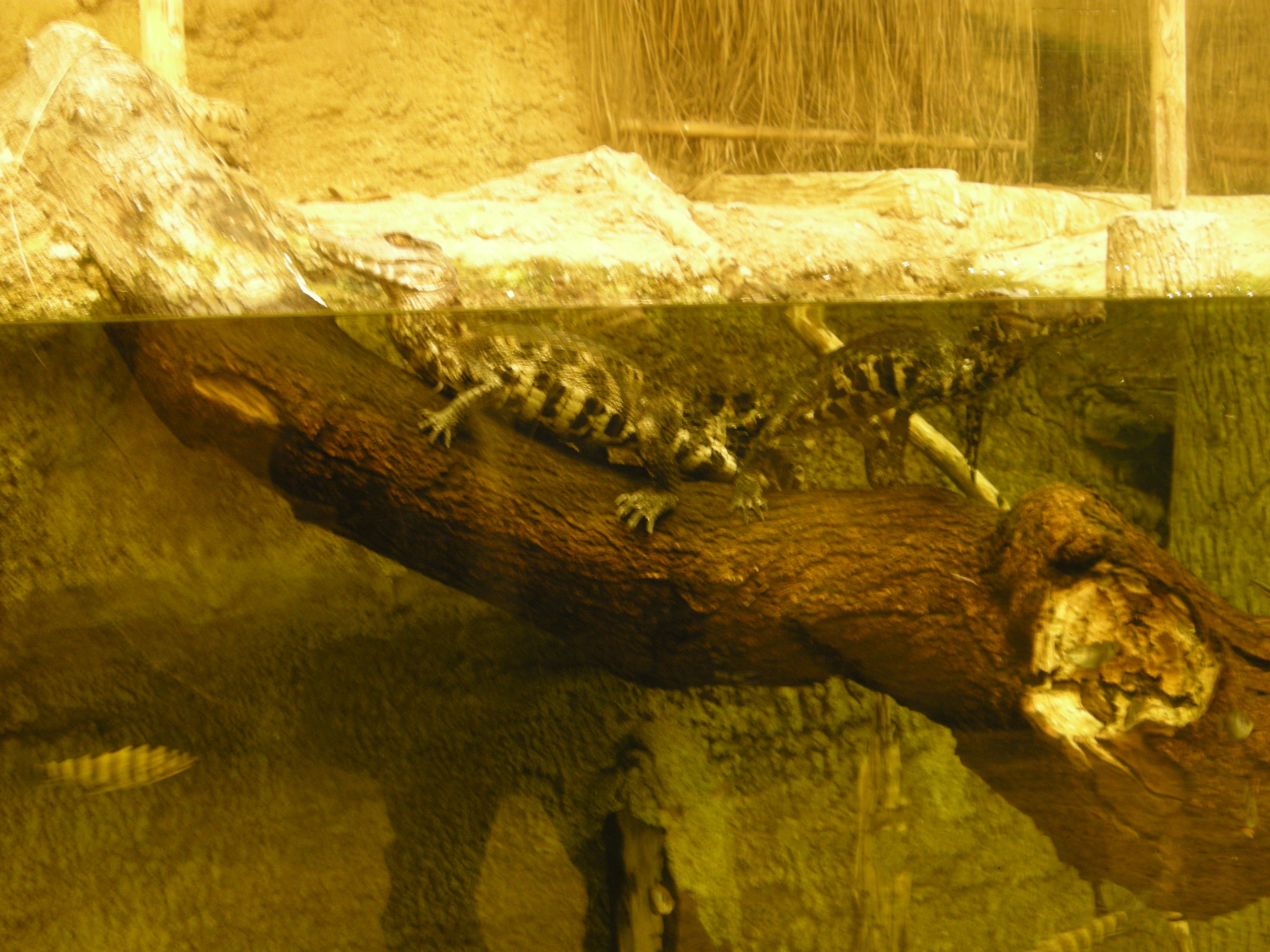
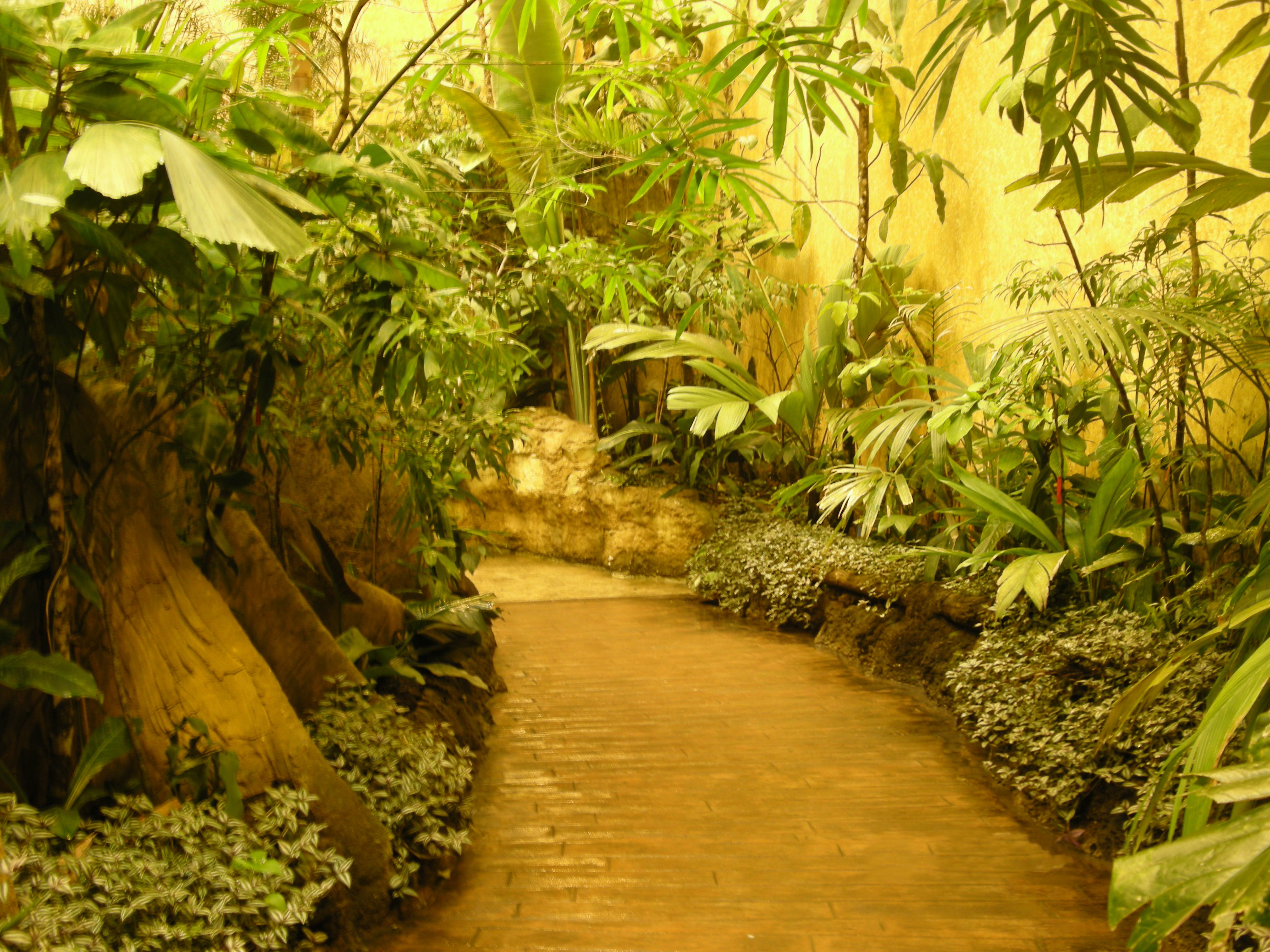
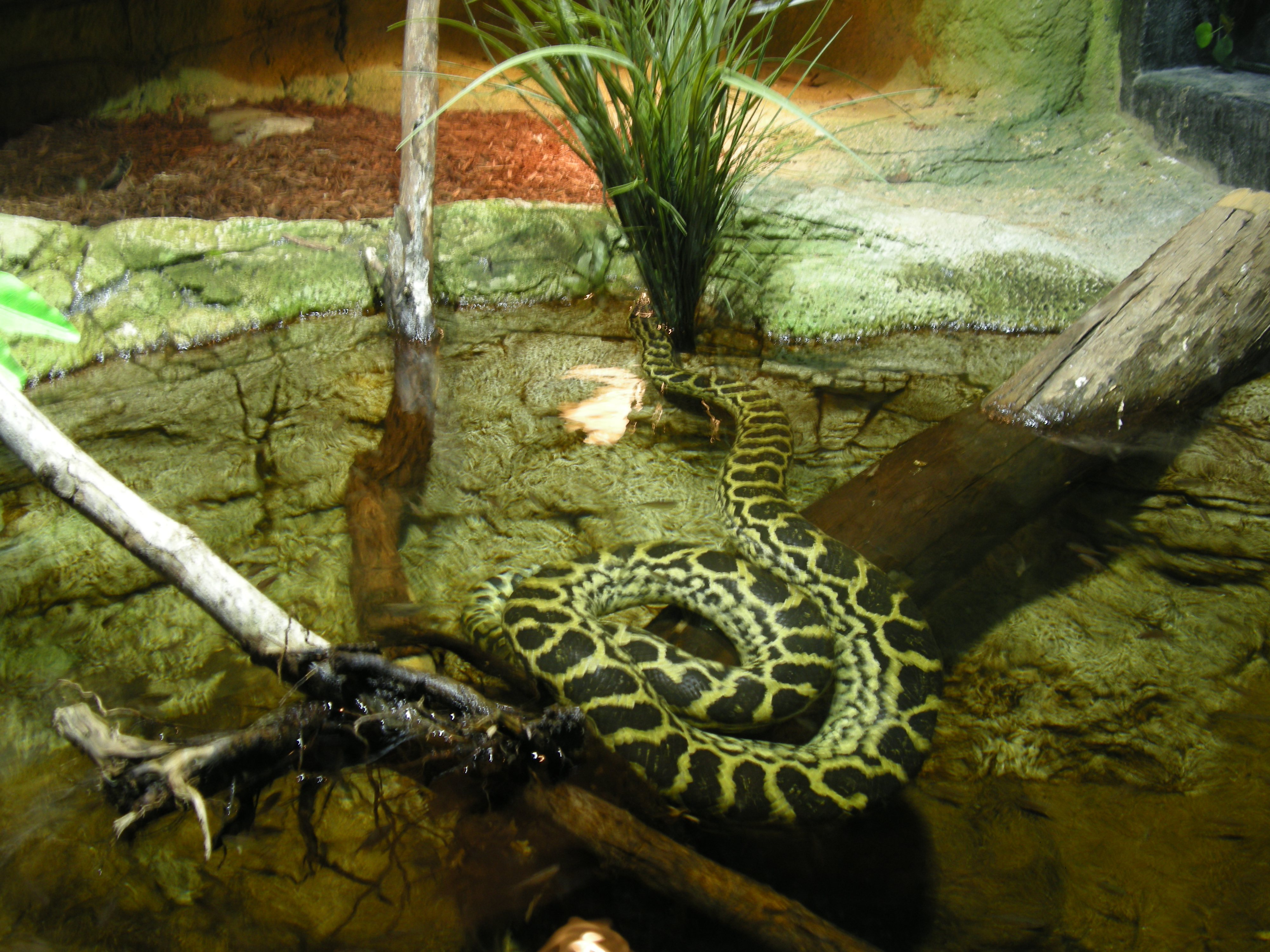
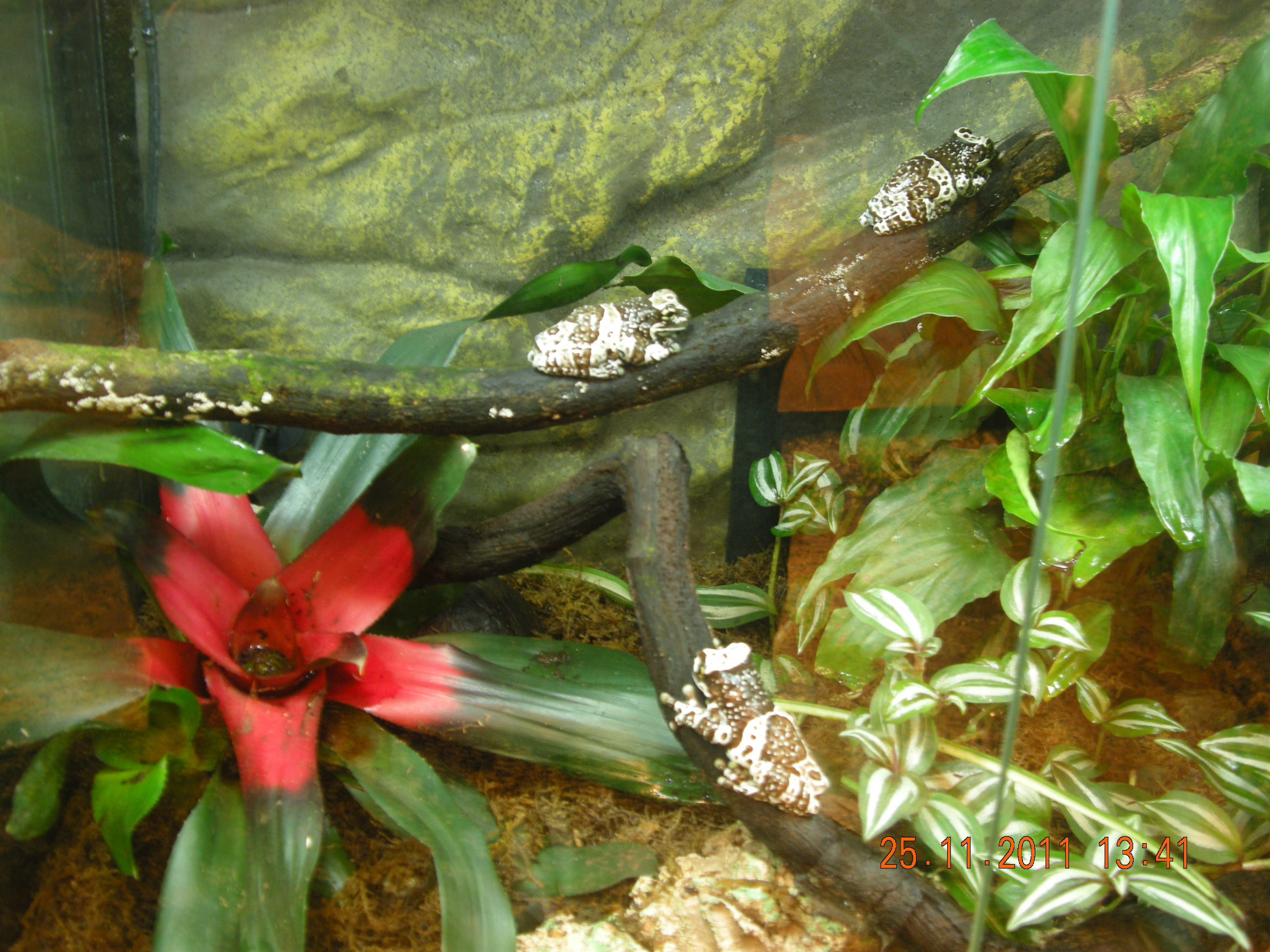